# Opuncie poléhavá
Opuncie poléhavá (Opuntia humifusa) je kaktus rodu opuncie, který roste na východě Spojených států a v severovýchodním Mexiku.

## Popis
Stejně jako u jiných druhů opuncie jsou zelené stonky tohoto nízko rostoucího vytrvalého kaktusu zploštělé a jsou tvořeny segmenty. Na povrchu segmentů se nacházejí ostnaté štětiny glochídie, někdy také delší trny.
Květy jsou žluté až zlaté barvy, někdy s červenými středy. Měří 4-6 cm. Kaktus kvete koncem jara.
Šťavnaté červené nebo fialové plody měří od 3 do 5 cm. Jak dozrávají, mění barvu ze zelené na červenou. Na rostlině často zůstávají až do příštího jara. V každém plodu je 6 až 33 malých, plochých, světle zbarvených semen.

## Rozšíření
Tento druh se přirozeně vyskytuje podél východního pobřeží Spojených států, včetně bariérových ostrovů, od Florida Keys po pobřeží Massachusetts. Roste dále roztroušeně směrem na východ od Nového Mexika a Montany. Vyskytuje se také na strmých svazích s jižní expozicí v Appalačském pohoří.

## Habitat
Tato rostlina netoleruje stín a daří se jí ve slunném, horkém a suchém prostředí s dobře propustnou písčitou půdou. Na rozdíl od mnoha jiných kaktusů je schopna přežít chladné zimy.

## Použití
Plody jsou jedlé, ale mají malé ostnaté štětiny. Dužninu lze vybrat a semena přecedit, a získat tak sirup nebo želé. Semínka lze krátce opražit a rozemlít na moučku. Mladé kaktusové segmenty lze opéct, aby bylo možné odstranit ostny, pak je oloupat a nakrájet na plátky; případně je lze smažit.
Tento druh opuncie je také využíván v tradiční medicíně amerických, mexických a korejských kultur. Stonek je zdrojem extraktu s vysokým obsahem polyfenolů a flavonoidů.

## Galerie

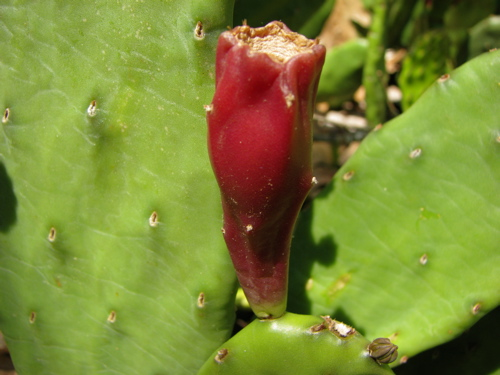
Plod, Jižní Karolína
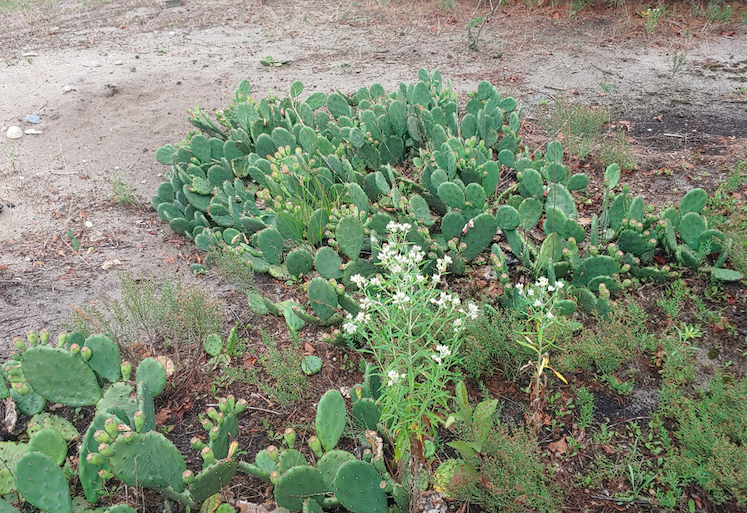
Milford, Connecticut
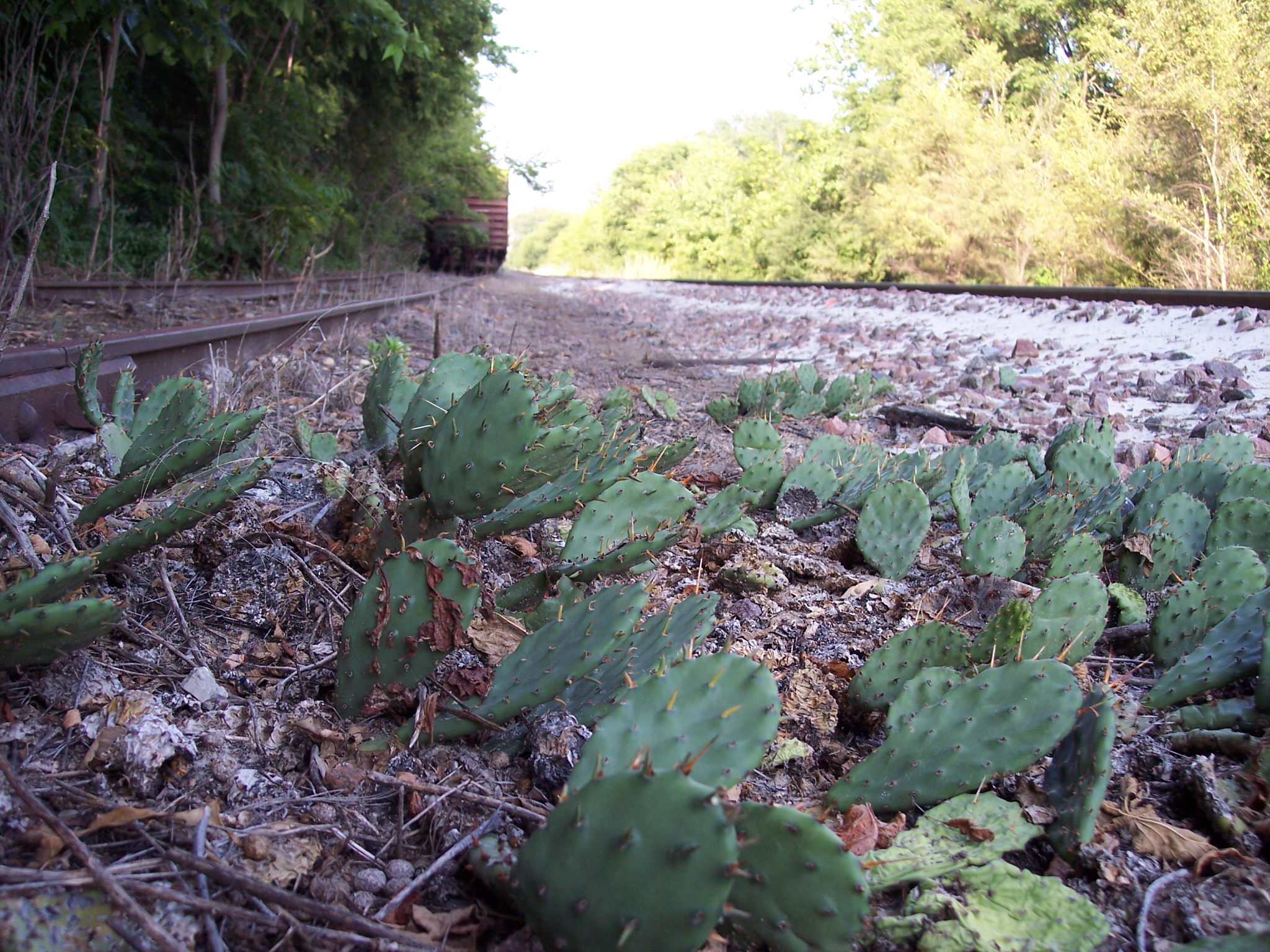
Severní Illinois
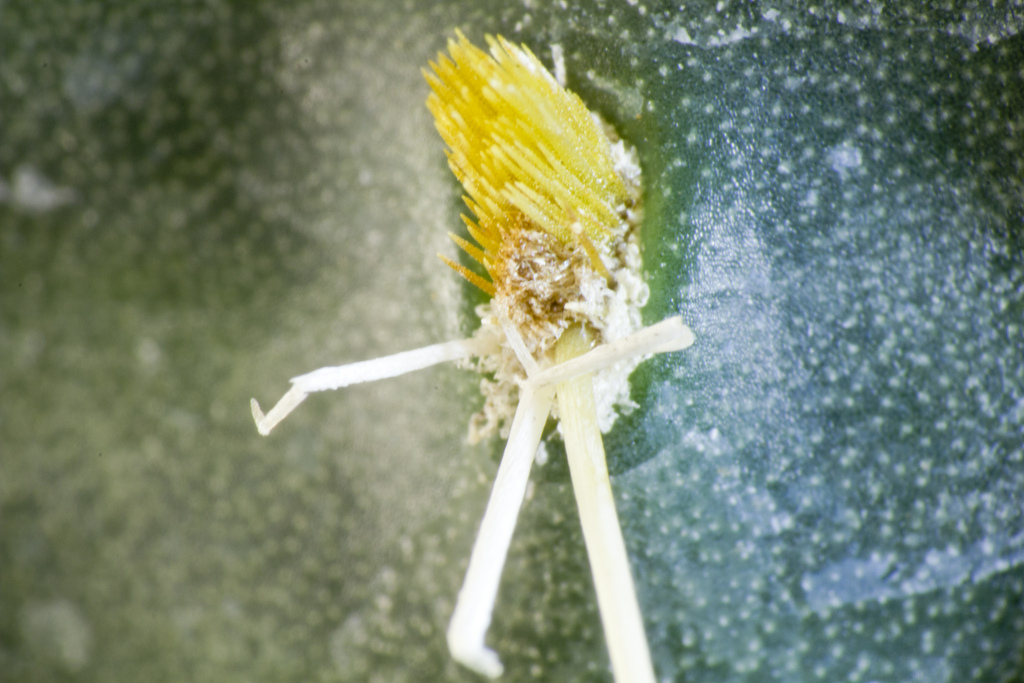
Detailní záběr na žluté glochídie a delší trny
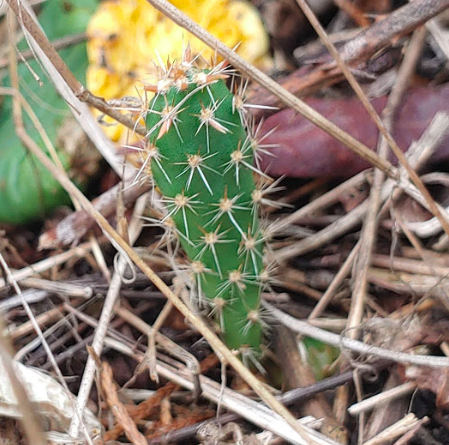
Sazenice s většími trny
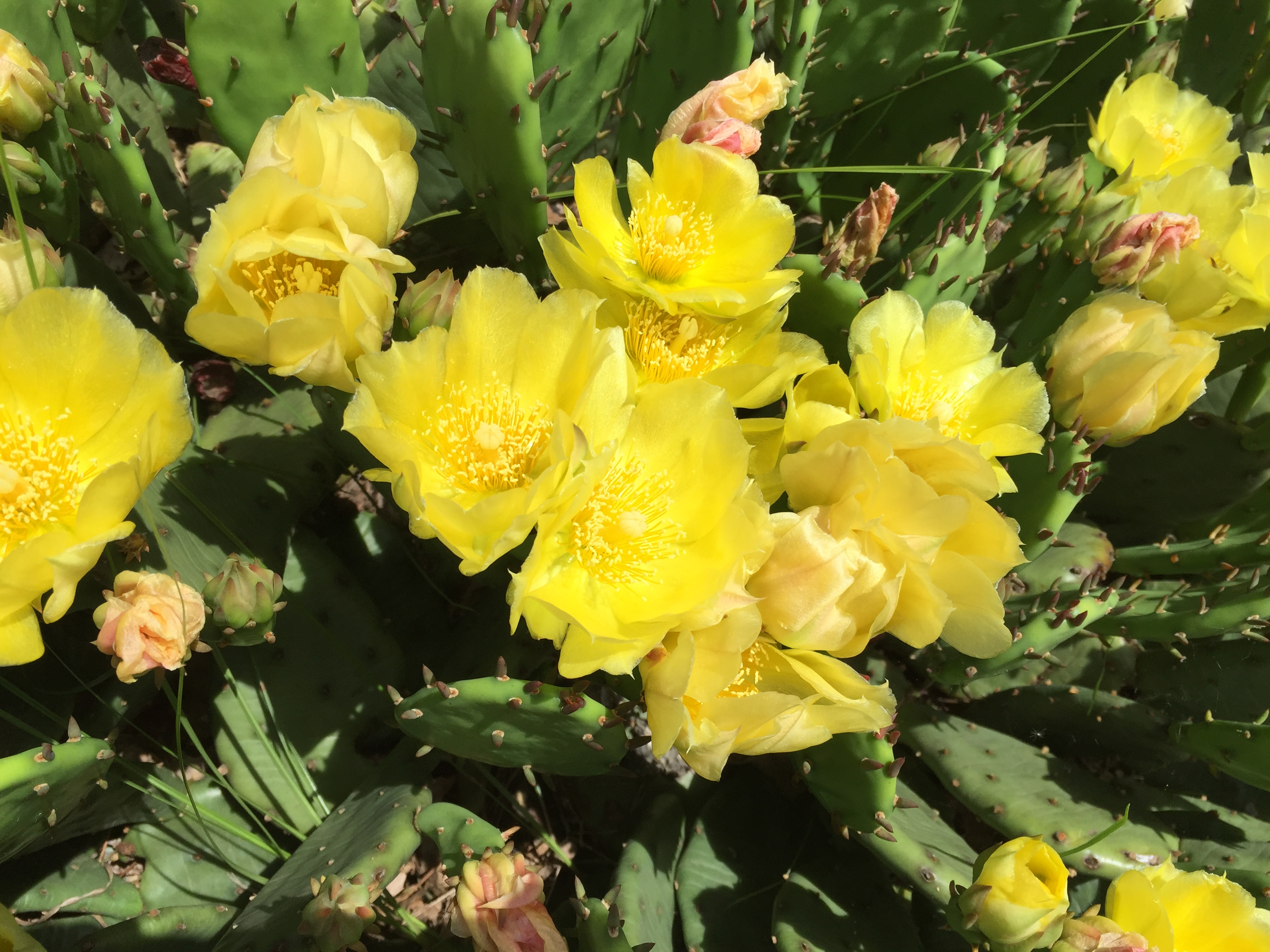
Květy
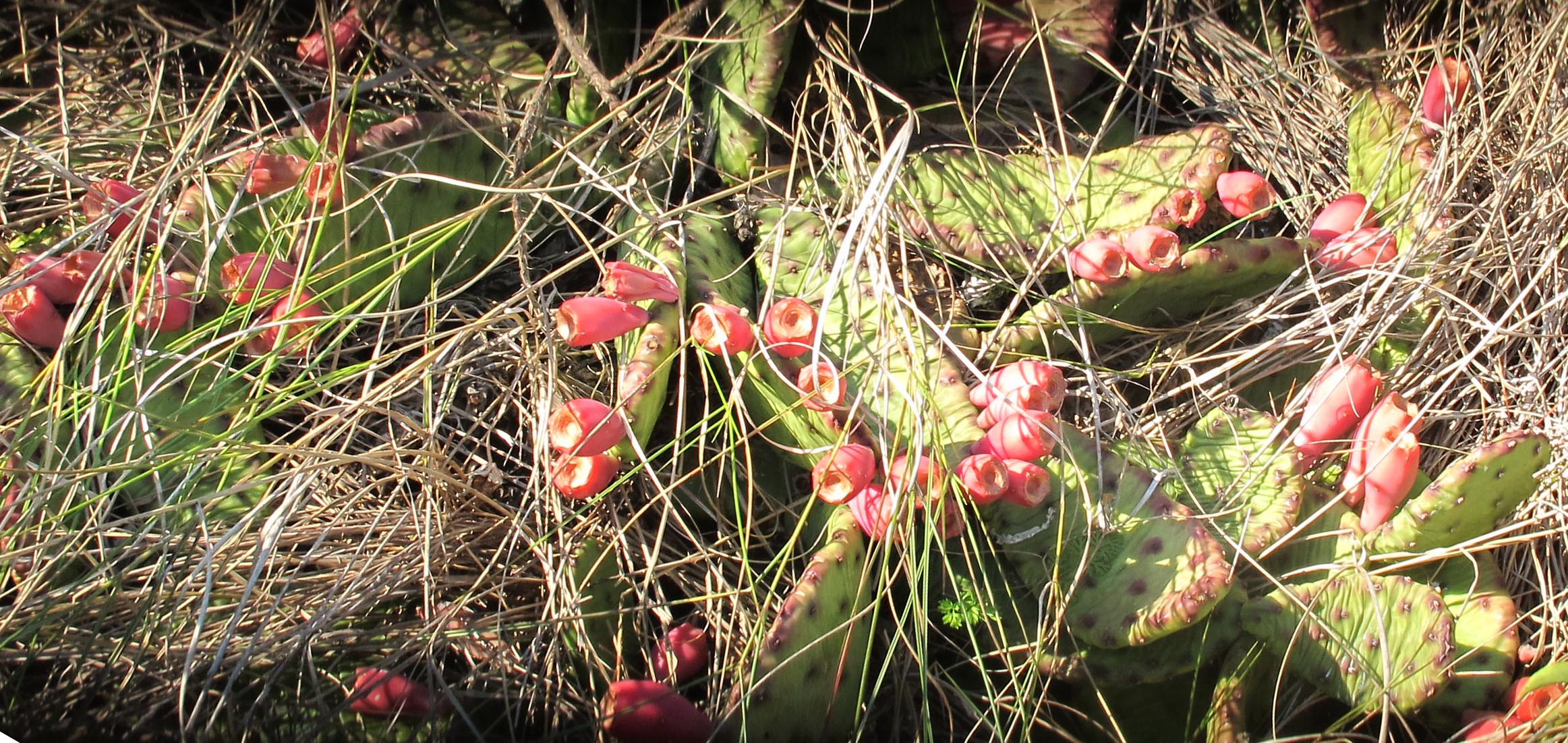
Plody na pláži ve Welwyn Preserve, Long Island